# Igor Kanygin
Igor Vladimirovič Kanygin (rusky Игорь Владимирович Каныгин, bělorusky Ігар Уладзіміравіч Каныгін; * 6. července 1956 Vitebsk, Sovětský svaz) je bývalý sovětský zápasník, reprezentant v zápase řecko-římském. V roce 1980 na olympijských hrách v Moskvě vybojoval v kategorii do 90 kg stříbrnou medaili.